# Кулиев, Алекпер Мамед оглы
Алекпер Мамед оглы Кулиев (22 сентября 1911, Тифлис Российская империя — 16 апреля 1983, Баку Азербайджанская ССР) — советский и азербайджанский ботаник, генетик, селекционер и политический деятель.

## Биография
Родился 27.09.1911 года в городе Тбилиси Грузинской ССР в семье рабочего-ткача. В 1921 году поступил в 96-ю трудовую школу четырехлетку, которую окончил в 1924 году. В 1925 году поступил на подготовительные курсы Тифлисского тюркского педагогического техникума им. Н.Нариманова. После завершения подготовительного курса в 1926 году поступает в 97-ю трудовую школу десятилетку с педагогическим уклоном. В 1927 году вступает в ряды ВЛКСМ. Будучи учеником 97-й школы, в последних двух классах ему назначают комсомольскую стипендию. Окончив 97-ю среднюю школу в 1930 году администрация, принимая во внимание его отличную учебу и социальное происхождение, командировала его в Азербайджанский сельскохозяйственный институт в городе Баку.
Будучи студентом А. М. Кулиев проводил большую общественную работу. Был внештатным методистом в отделе по ликвидации безграмотности при Гороно. Кроме разработки методических указаний для преподавателей, он непосредственно участвовал в ликвидации безграмотности населения г. Баку.
В 1931 году Сельскохозяйственный Институт переносится в г. Кировабад (ныне Гянджа).
Окончив Азербайджанский сельскохозяйственный институт в апреле 1934 года, как отличник учебы, он был оставлен аспирантом на кафедре ботаники, а с 1935 года в связи с закрытием аспирантуры был переведен ассистентом по той же кафедре. До 1937 года работал ассистентом. С 1939 года приказом ВАК СССР был утвержден старшим преподавателем кафедры ботаники. Параллельно с преподавательской работой он проводил большую исследовательскую работу. Под руководством академика А. А. Гроссгейма он изучал медоносные и перганосные растения Кировабадского и Ханларского районов. Результаты этих исследований легли в основу его кандидатской диссертации.
В марте 1941 года на Ученом Совете Ботанического института Азербайджанского филиала АН СССР защитил диссертацию на соискание ученой степени кандидата биологических наук на тему «Медоносные и перганосные растения Кировабадского и Ханларского районов». В этом же году ВАК утвердила его в звании доцента. С марта 1945 года А. М. Кулиев член КПСС. В период с 1938 по 1945 годы заведовал кафедрой ботаники Кировабадского педагогического института.
Во время Великой Отечественной войны он будучи преподавателем в Аз. Сельхозинституте проводил целый ряд побочных работ: в июне 1942 года был назначен временно председателем одного из колхозов в Акстафинском районе (колхоз «Кировка»). В сентябре того же года был возвращен в Институт для чтения лекций. В том же году он был командирован ополченцем АСХИ, затем командиром молодежной роты при Кировабадском горвоенкомате, сопровождал эшелон новобранцев из Кировабада до Мамедкалы (вблизи Моздока).
С 1943 по 1945 год по совместительству был назначен заведующим отдела тутоводства в Азербайджанской научно-исследовательской станции шелководства, а с 1946 года — деканом агрономического факультета Азербайджанского сельскохозяйственного института.
В декабре 1949 года был зачислен в докторантуру Ботанического института им. ВЛ.Комарова АН СССР. После защиты докторской диссертации в июле 1951 г. возвратился в Азербайджанский сельскохозяйственный институт. В августе того же года был опять утвержден в должности декана агрономического факультета и заведующего кафедрой селекции и систематики того же института.
В мае 1952 года был утвержден в ученой степени доктора биологических наук, а 29.11.1952 г. — в звании профессора. В сентябре 1955 г. был выдвинут на должность заместителя директора по учебной работе АСХИ, в июле 1957 г. был переведен заместителем директора по научной работе того же Института и был в этой должности по 01.07.1959 г. С указанного периода решением ЦК КП Азербайджана он был назначен ректором Кировабадского педагогического института им. Зардаби. Одновременно был оставлен зав. кафедрой селекции и семеноводства Азербайджанского сельскохозяйственного института.
А. М. Кулиев в сентябре 1960 г. избирается академиком АСХНА. 31 октября того же года вице-президентом Азербайджанской Академии сельскохозяйственных наук. Профессор А. М. Кулиев в 1962 году стал членом корреспондентом, а в конце 1967 года единогласно был избран академиком Академии Наук Азербайджанской ССР.
Кулиеву А. М. В 1960 году присвоено звание заслуженного деятеля науки Азербайджанской ССР. Академик А. М. Кулиев в апреле 1961 г. был выдвинут на должность Министра сельского хозяйства Азербайджанской ССР. Через год он был переведен в распоряжение АН Азербайджанской ССР и решением Президиума АН Азербайджанской ССР назначен директором Института генетики и селекции АН Азербайджанской ССР, где и работал по конец 1970 года.
С декабря 1970 г. до конца жизни академик А. М. Кулиев работал заведующим отделом технических и кормовых культур. 16 апреля 1983 г. академик А. М. Кулиев умер прямо в поле во время наблюдения за посевами хлопчатника. А. М. Кулиев похоронен на второй алее почетного захоронения города Баку.
А. М. Кулиев является крупным биологом, известный ценными исследованиями в различных отраслях прикладной ботаники, генетики и селекции сельскохозяйственных растений, 45-летняя научная деятельность академика А. М. Кулиева протекала в трех направлениях: по изучению растительных ресурсов; в частности по изучению кормовой базы пчеловодства и животноводства; по выяснению некоторых вопросов эволюции цветковых растении и по генетике и селекции сельскохозяйственных культур.
Результаты исследовательской деятельности академика А. М. Кулиева опубликованы в одиннадцати монографиях общей сложностью 136 печатных листов и 288 статьях, опубликованных в различных журналах бывшего СССР и за рубежом.
За период пребывания в АСХИ в качестве преподавателя им подготовлено более 9 тысяч агрономов, зоотехников, ветеринарных врачей высшей квалификации. Академиком А. М. Кулиевым подготовлена целая плеяда научных работников, 51 кандидатов и 8 докторов наук.

## Научные работы
Основные научные работы посвящены изучению растений и экспериментальному мутагенезу сельскохозяйственных растений. На основе мутантных форм создал ряд новых сортов хлопчатника, люцерны и кукурузы.

## Членство в обществах
- 1967—1983 — Академик АН Азербайджанской ССР.